# Konwertorowanie

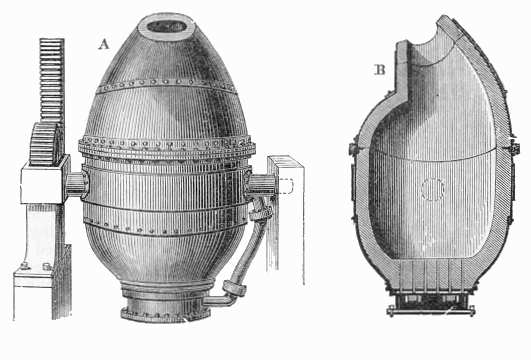
Schemat gruszki Bessemera

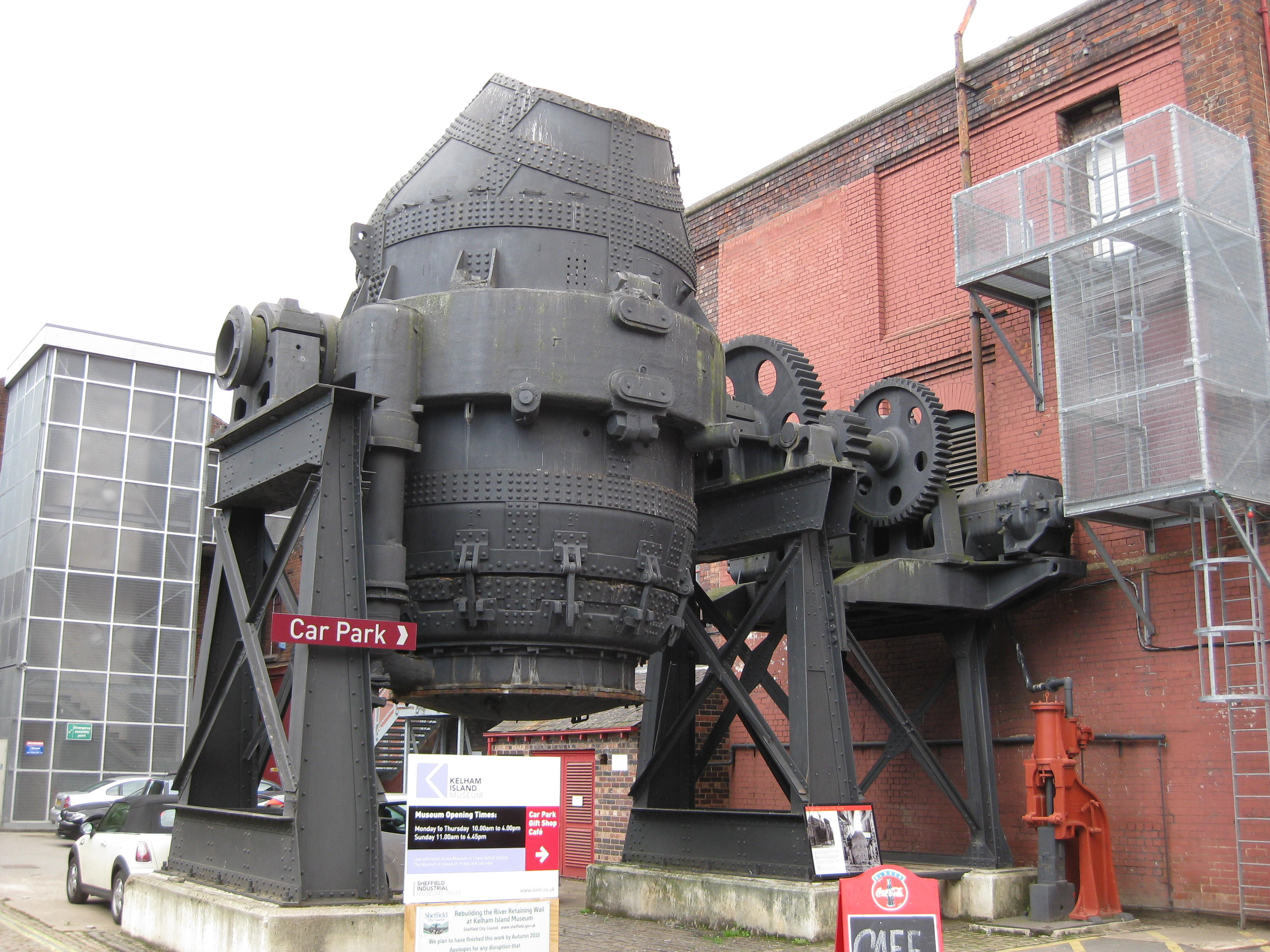
XIX-wieczna gruszka Bessemera

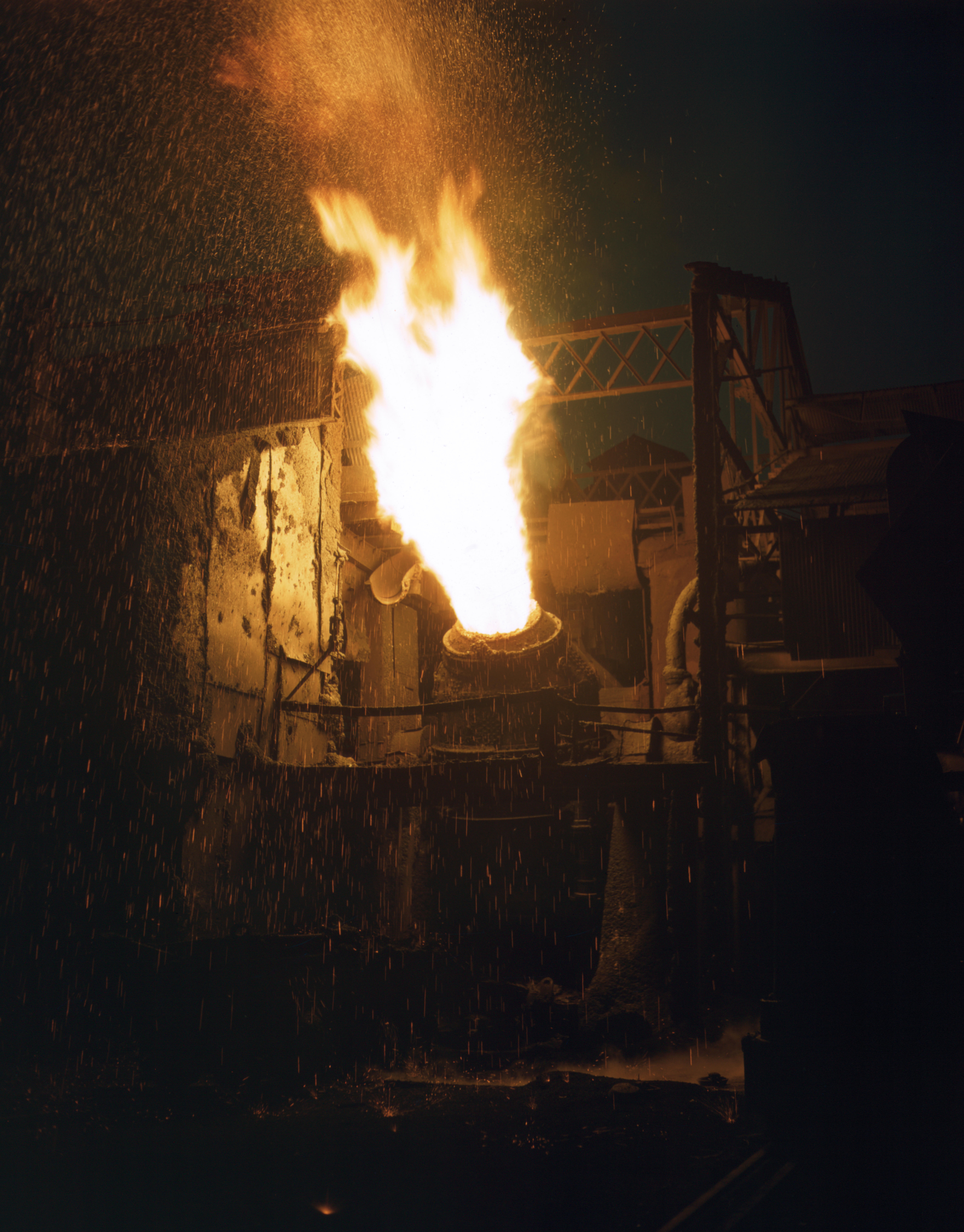
Gruszka Bessemera w hucie, rok 1941

Konwertorowanie (świeżenie) – technologia usuwania niepożądanych domieszek z ciekłego metalu poprzez ich selektywne utlenianie.
Konwertorowanie można stosować w przypadku, gdy produkty utleniania tworzą fazę gazową a składniki stopu znacznie różnią się wartościami powinowactwa chemicznego do tlenu. Najczęściej stosowane jest przy otrzymywaniu stali oraz miedzi.

## Konwertorowanie miedzi
W przypadku miedzi materiałem wsadowym jest kamień miedziowy. Najbardziej rozpowszechnione jest dwustopniowe konwertorowanie kamienia miedziowego. W pierwszej fazie utlenione zostaje żelazo i siarka. W następnym etapie utleniany jest siarczek miedzi. Podczas procesu ulatniają się inne metale, głównie cynk i ołów; po kondensacji ich pyły są wychwytywane przez filtry. Produktem jest miedź konwertorowa o czystości 98–99,2%, żużel zawierający związki żelaza, a także pył zawierający krzemionkę i miedź. Główne zanieczyszczenia miedzi konwertorowej to siarka, żelazo, tlen, nikiel, antymon i bizmut. W celu dalszego jej oczyszczania prowadzona jest rafinacja ogniowa, a następnie elektrorafinacja.

## Konwertorowanie żelaza
Przy konwertorowaniu surówki hutniczej utleniany jest węgiel. Pierwszym przemysłowym konwertorem do produkcji stali była gruszka Bessemera, którą uruchomił w roku 1856 Henry Bessemer.
Konwertory Bessemera wyłożone są krzemionkową masą ogniotrwałą i stosuje się je do przerobu surówki żelaza zawierającej małe ilości fosforu. Krzemionka ma charakter kwasowy i nie wiąże P
2O
5 powstającego podczas konwertowania. W efekcie tlenek ten redukowany jest przez żelazo ponownie do fosforu, który z żelazem tworzy stop.
Surówka zawierająca większe ilości fosforu przerabiana jest w konwertorach Thomasa, opracowanych w 1872 roku przez Sidneya Thomasa i Percy'ego Gilchrista. Wyłożone są one masą o charakterze zasadowym, o dużej zawartości CaO i MgO, która reaguje z P
2O
5. Powstające fosforany dają tomasynę, wykorzystywaną jako nawóz mineralny.